# Olivier Legret
Olivier Legret est un footballeur français né le 20 octobre 1965 à Juvisy-sur-Orge (Essonne). 
Ce footballeur de grande taille (1,82 m pour 76 kg), surnommé "Lucky Luke" a été ailier gauche à US Valenciennes Anzin.
Il disputé un total de 155 matchs en Division 2.

## Carrière de joueur
- 1982-1984 :  FC Rouen (réserve)
- 1984-1990 :  US Valenciennes-Anzin
- 1990-1991 :  FC Rouen (prêt)
- 1991-1992 :  US Valenciennes-Anzin
- 1992-1993 :  FC Istres
- 1993-1994 :  Olympique Avignon/SCO Avignon[1]